# Transwaggon
Le groupe Transwaggon est une société suisse de location de wagons destinés au transport de marchandises, fondée en 1965. Transwaggon réalise des prestations à travers l'Europe et dispose d’un parc d’environ 13 500 wagons. Le groupe possède un réseau international de filiales en France, Allemagne, Suède, Italie et Suisse, et de bureaux de représentation en Pologne, Slovénie et République tchèque.
Le siège social se trouve à Zoug en Suisse.
Depuis 2021, la société installe sur ces wagons le système de détection GPS de Savvy Telematic Systems, pour un meilleur suivi des marchandises au service de la clientèle.